# Dirham marocchino
Il dirham (arabo: درهم, plurale: درهمان , دراهم o درهما) è la moneta del Marocco.
La forma plurale è pronunciata darahim anche se in alcune lingue come il francese e l'inglese  si usa comunemente "dirhams".
Il suo codice ISO 4217 è "MAD". È divisa in 100 centimes. Il dirham è emesso dalla Bank Al-Maghrib, la banca centrale del Marocco. 
Mentre il dirham è completamente convertibile, l'esportazione della valuta locale è proibita dalla legge.

## Storia

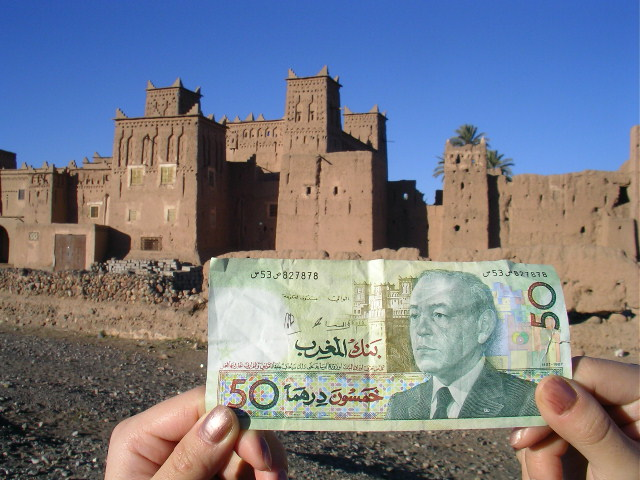
Vecchia banconota da 50 dirham del 1991 e ksar sullo sfondo.

Prima dell'introduzione di una monetazione moderna nel 1882, nel Marocco erano emesse monete di rame in falus, d'argento in dirham e d'oro in benduqi. Dal 1882 il dirham divenne una frazione del riyal marocchino pari ad 1/10 di riyal.
Il dirham fu reintrodotto nel 1960. Sostituiva il franco come unità valutaria principale ma fino al 1974 il franco continuò a circolare ed un 1 dirham valeva 100 franchi. Nel 1974 il santim sostituì il franco.
Il dirham è agganciato all'euro dal 1999 con un tasso di cambio costantemente fisso e questo ha permesso al dirham di essere una moneta abbastanza stabile, senza che registri in breve tempo tassi di cambio selvaggi.

## Monete
Nel 1960 fu introdotta la moneta d'argento da 1 dirham. Questa fu seguita da quella di nichel da 1 dirham e da quella d'argento da 5 dirham nel 1965. Nel 1974, con l'introduzione del santim, furono introdotte nuove monete con i valori da 1, 5, 10, 20 e 50 santim e da 1 dirham. La moneta da 1 santim era d'alluminio, quelle da 5 fino a 20 santim erano in ottone mentre i valori maggiori erano in cupro-nickel. Nel 1980 fu introdotta una moneta in cupro-nickel da 5 dirham che fu sostituita da una moneta bimetallica nel 1987.  Le monete bimetalliche recano la doppia data d'emissione — 1987 nel calendario gregoriano e 1407 nel calendario islamico. La moneta da 1 santim fu coniata solo fino al 1987 quando furono inaugurati nuovi disegni quando la moneta da ½ dirham sostituì quella da 50 santim senza cambiare le misure e la composizione. Le nuove monete da 5 dirham sono bimetalliche, come anche la moneta da 10 dirham introdotta nel 1995. La moneta in cupronickel da 2 dirham fu introdotta nel 2002. Nel 2011, è stata distribuita una nuova serie di monete, con la moneta 5 e 10 dirham che utilizza un'immagine latente come una caratteristica di sicurezza.
| Monete                                     | Monete            | Monete            | Monete                                                                        | Monete      | Monete                                                        | Monete                                                         | Monete |
| Valore                                     | Parametri tecnici | Parametri tecnici | Parametri tecnici                                                             | Descrizione | Descrizione                                                   | Descrizione                                                    |        |
| Valore                                     | Diametro          | Massa             | Composizione                                                                  | Bordo       | Dritto                                                        | Rovescio                                                       |        |
| ------------------------------------------ | ----------------- | ----------------- | ----------------------------------------------------------------------------- | ----------- | ------------------------------------------------------------- | -------------------------------------------------------------- | ------ |
| 1 santim                                   | 17 mm             | 0,7 g             | alluminio                                                                     | liscio      | Stemma del Marocco ed iscrizione in arabo "Regno del Marocco" | Valore e disegno di un pesce                                   |        |
| 5 santim                                   | 17,5 mm           | 2 g               | bronzalluminio 92% rame 6% alluminio 2% nichel                                | Smooth      | Stemma del Marocco ed iscrizione in arabo "Regno del Marocco" | Pesce in rete e ruota di timone                                |        |
| 10 santim                                  | 20 mm             | 3 g               | bronzalluminio 92% rame 6% alluminio 2% nichel                                | Zigrinato   | Stemma del Marocco ed iscrizione in arabo "Regno del Marocco" | Fiore di zafferano ed ape                                      |        |
| 20 santim                                  | 23 mm             | 4 g               | bronzalluminio 92% rame 6% alluminio 2% nichel                                | Zigrinato   | Stemma del Marocco ed iscrizione in arabo "Regno del Marocco" | Due fibule                                                     |        |
| ½ dirham                                   | 21 mm             | 4 g               | cupronickel 75% rame 25% nickel                                               | Zigrinato   | Stemma del Marocco ed iscrizione in arabo "Regno del Marocco" | Disegno che rappresenta le comunicazioni e le nuove tecnologie |        |
| 1 dirham                                   | 24 mm             | 6 g               | cupronickel 75% rame 25% nickel                                               | Zigrinato   | Mohammed VI (nelle emissioni precedenti Hassan II)            | Stemma del Marocco ed iscrizione in arabo "Regno del Marocco"  |        |
| 2 dirham                                   | 26 mm             | 7 g               | cupronickel 75% rame 25% nickel                                               | Zigrinato   | Mohammed VI                                                   | Stemma del Marocco ed iscrizione in arabo "Regno del Marocco"  |        |
| 5 dirham                                   | 25 mm             | 7,5 g             | Esterno: cupronichel (come 1 dirham) Centro: 70% rame 24,5% zinco 5,5% nichel | Zigrinato   | Mohammed VI (nelle emissioni precedenti Hassan II)            | Moschea di Hassan II                                           |        |
| 10 dirham                                  | 28 mm             | 12 g              | Esterno: bronzalluminio (come 5 santimat) Centro: cupronickel (come 1 dirham) | Zigrinato   | Mohammed VI (nelle emissioni precedenti Hassan II)            | Stemma del Marocco ed iscrizione in arabo "Regno del Marocco"  |        |
| Per altre informazioni vedi tavole monete. |                   |                   |                                                                               |             |                                                               |                                                                |        |

## Banconote
Le prime banconote in dirham furono sovrastampate sulle precedenti banconote in franchi con i tagli da 50 dirham (sui 5000 franchi) e da 100 dirham (sui 10 000 franchi). Nel 1965 furono emesse banconote da 5, 10 e 50 dirham. Banconote da 100 dirham furono introdotte nel 1970, seguite da quelle da 200 dirham nel 1991 e da 20 dirham nel 1996. La banconota da 5 dirham fu sostituita da una moneta nel 1980 e quella da 10 dirham nel 1995. Nel 2013 c'è una nuova serie di banconote che presentano un ritratto del re Mohammed VI e la corona reale e ogni banconota nel retro dimostra la ricchezza del patrimonio architettonico del paese e che simboleggia l'apertura del paese.
| Banconote                                                              | Banconote                                  | Banconote                                  | Banconote                                  | Banconote                                  | Banconote                                                              | Banconote | Banconote                                  | Banconote                                  | Banconote                                  |
| Serie del 1987 (con la revisione del 1991)                             | Serie del 1987 (con la revisione del 1991) | Serie del 1987 (con la revisione del 1991) | Serie del 1987 (con la revisione del 1991) | Serie del 1987 (con la revisione del 1991) | Serie del 1987 (con la revisione del 1991)                             | Serie del 1987 (con la revisione del 1991) | Serie del 1987 (con la revisione del 1991) | Serie del 1987 (con la revisione del 1991) | Serie del 1987 (con la revisione del 1991) |
| Immagine                                                               | Immagine                                   | Valore                                     | Dimensioni                                 | Colore principale                          | Descrizione                                                            | Descrizione | Descrizione                                | Data di                                    | Data di                                    |
| Diritto                                                                | Rovescio                                   | Valore                                     | Dimensioni                                 | Colore principale                          | Fronte                                                                 | Verso | Filigrana                                  | stampa                                     | emissione                                  |
| ---------------------------------------------------------------------- | ------------------------------------------ | ------------------------------------------ | ------------------------------------------ | ------------------------------------------ | ---------------------------------------------------------------------- | --- | ------------------------------------------ | ------------------------------------------ | ------------------------------------------ |
|                                                                        |                                            | 10 dirham                                  | 143 × 70 mm                                | Giallo e viola (1987) viola (1991)         | Hassan II e veduta dell'Università al-Qarawiyyin a Fès                 | Liuto marocchino | Hassan II                                  | 1987                                       | 1987/ca. 1991                              |
|                                                                        |                                            | 50 dirham                                  | 148 × 70 mm                                | Verde                                      | Hassan II e un ksar                                                    | Una scena di fantasia | Hassan II                                  | 1987                                       | 1987/ca. 1991                              |
|                                                                        |                                            | 100 dirham                                 | 153 × 75 mm                                | Marrone                                    | Hassan II e minareto della Moschea della Koutoubia a Marrakech         | Rappresentazione della Marcia verde | Hassan II                                  | 1987                                       | 1987/ca. 1991                              |
|                                                                        |                                            | 200 dirham                                 | 158 × 75 mm                                | Blu                                        | Hassan II e il mausoleo di Mohammed V a Rabat                          | Crostacei, un branco di coralli e una barca da pesca araba                                                                                                 | Hassan II                                  | 1987                                       | ca. 1991                                   |
| Serie 1996                                                             |                                            |                                            |                                            |                                            |                                                                        | |                                            |                                            |                                            |
|                                                                        |                                            | 20 dirham                                  | 130 × 68 mm                                | Marrone-rossastro                          | Hassan II e la moschea Hassan II a Casablanca                          | Fontana a parete della moschea Hassan II a Casablanca | Hassan II                                  | 1996                                       | 1996                                       |
| Serie 2002                                                             |                                            |                                            |                                            |                                            |                                                                        | |                                            |                                            |                                            |
|                                                                        |                                            | 20 dirham                                  | 140 × 70 mm                                | Violetto                                   | Mohammed VI e la Chellah di Rabat                                      | Panorama delle Oudaya | Mohammed VI e "20"                         | 2005                                       | 2005                                       |
|                                                                        |                                            | 50 dirham                                  | 147 × 70 mm                                | Verde                                      | Mohammed VI e una diga                                                 | Edifici di argilla (ksar) | Mohammed VI e "50"                         | 2002                                       | 2002                                       |
|                                                                        |                                            | 100 dirham                                 | 150 × 78 mm                                | Marrone                                    | Mohammed VI, Hassan II, Mohammed V e il mausoleo di Mohammed V a Rabat | Rappresentazione della Marcia verde | Mohammed VI e "100"                        | 2002                                       | 2002                                       |
|                                                                        |                                            | 200 dirham                                 | 158 × 78 mm                                | Blu                                        | Mohammed VI, Hassan II e la moschea Hassan II a Casablanca             | Una finestra della moschea Hassan II a Casablanca | Mohammed VI e "200"                        | 2002                                       | 2002                                       |
| Serie 2013                                                             |                                            |                                            |                                            |                                            |                                                                        | |                                            |                                            |                                            |
|                                                                        |                                            | 20 dirham                                  | 131 × 70 mm                                | Violetto                                   | Mohammed VI e la corona reale                                          | Panorama del treno che attraversa il ponte di Hassan II nel fiume Bou Regreg a Rabat e panorama del centro cittadino con la moschea Hassan II a Casablanca | Mohammed VI e "20"                         | 2013                                       | 2013                                       |
|                                                                        |                                            | 50 dirham                                  | 138 × 70 mm                                | Verde                                      | Mohammed VI e la corona reale                                          | Cascate di Ouzoud, albero, frutta e uccelli | Mohammed VI e "50"                         | 2013                                       | 2013                                       |
|                                                                        |                                            | 100 dirham                                 | 145 × 70 mm                                | Marrone                                    | Mohammed VI e la corona reale                                          | Tenda tuareg, turbina eolica e tre cammelli con i tuareg nel deserto                                                                                       | Mohammed VI e "100"                        | 2013                                       | 2013                                       |
|                                                                        |                                            | 200 dirham                                 | 151 × 70 mm                                | Blu                                        | Mohammed VI e la corona reale                                          | Tangeri Med e un faro sul Capo Spartel nei pressi di Tangeri                                                                                               | Mohammed VI e "200"                        | 2013                                       | 2013                                       |
| Per altre informazioni vedi tabella con le specifiche delle banconote. |                                            |                                            |                                            |                                            |                                                                        | |                                            |                                            |                                            |

## Denominazioni popolari
Vari termini sono nell'uso comune come ad esempio riyal /rjal/, per indicare la moneta da 5 santim e franc /frˤɑnk/, per indicare il santim.